# Долбіно (Бєлгородська область)
До́лбіно — село у Бєлгородському районі. Відноситься до Веселолопанського сільського поселення. В селі розташована залізнична станція Головіно (не плутати з селом Головіно).

## Природа

### Водойми
В селі є ставки: Хохлушка, Фєнька, Новенька

## Особистості
Кривоніс Микола Яковлевич (1896–1962), Герой Радянського Союзу.
Народився у селі Долбіно в селянській родині. Згідно з сімейним переказом, його родина походить з роду полковника Запорозького війська Максима Кривоноса. Воював в Першій світовій війні. Має Георгіївський хрест. Брав участь у Громадянській війні. Після Громадянської війни працював у міліціï на залізничній станціï Харків. В 1943 його знов призвали в армію. Брав учать у форсуванні Дніпра, за це має звання героя Радянського Союзу. З війни повернувся у село Олексине Тростянецького району Сумської області. Працював на Сумському насосному заводі.